# 赛欧
赛欧（英語：Scio）是位于美国纽约州阿利根尼县的一个镇，地处阿利根尼县的南部。2010年美国人口普查时，该镇有1833人。1823年，赛欧镇从安杰利卡镇分出、独立建镇。